# Джейлан, Нури Бильге
Ну́ри Бильге́ Джейла́н (тур. Nuri Bilge Ceylan; род. 1959, Стамбул) — турецкий кинорежиссёр, кинооператор, фотохудожник.

## Биография
Нури Бильге Джейлан родился 26 января 1959 года в Стамбуле (район Бакыркёй), в семье агроинженера М. Эмина Джейлана. Детство провёл на родине отца в городе Енидже в иле Чанаккале на северо-западе Турции.
Окончил стамбульский Босфорский университет по специальности «Электротехника», затем учился киноискусству в Университете изящных искусств имени Мимара Синана. Занимался фотографией, снял несколько короткометражных лент.
Неоднократный призёр Каннского кинофестиваля.
В 2002 году фильм «Отчуждение» получил Гран-При Каннского кинофестиваля и Приз за лучшую мужскую роль. Следующий фильм Джейлана, «Времена года», где он сыграл главную роль вместе со своей женой, удостоился приза ФИПРЕССИ.
В 2008 году Нури Бильге Джейлан в Каннах получил Приз за лучшую режиссуру за фильм «Три обезьяны». В 2011 году режиссёр получил второй Гран-При за фильм «Однажды в Анатолии».
В 2014 году был удостоен главного приза, «Золотой пальмовой ветви», за постановку камерной драмы «Зимняя спячка». В создании сценария фильма также принимала участие жена режиссёра Эбру Джейлан. Нури Бильге Джейлан стал третьим турецким режиссёром, который выиграл этот приз, после Йылмаз Гюней и Шерифа Гёрена.

## Художественная манера
Фильмы Джейлана автобиографичны, режиссёр нередко снимается в них сам, снимает своих близких и домашнюю обстановку, по изобразительной культуре они близки кинематографу Антониони, Бергмана, Тарковского.

## Фильмография
- 1995 — Кокон / Koza (короткометражный, номинация на Золотую пальмовую ветвь Каннского МКФ)
- 1997 — Городок / Kasaba (премии кинофестивалей в Берлине, Анже, Стамбуле, Токио)
- 1999 — Майские облака / Mayis sikintisi (премии фестивалей в Анкаре, Анже, Бергамо, Буэнос-Айресе, Стамбуле, Сингапуре и др.)
- 2002 — Отчуждение / Uzak (премии Каннского МКФ, фестивалей в Чикаго, Стамбуле, Мехико, Сан-Себастьяне, Софии, Триесте и др.)
- 2006 — Времена года / İklimler (премия фестиваля в Стамбуле, премия ФИПРЕССИ в Канне и др.)
- 2008 — Три обезьяны / Üç Maymun (приз за лучшую режиссуру в Каннах)
- 2011 — Однажды в Анатолии / Bir Zamanlar Andolu’da (Гран-при Каннского кинофестиваля)
- 2014 — Зимняя спячка / Kış Uykusu (Золотая пальмовая ветвь)
- 2018 — Дикая груша / Ahlat Ağacı
- 2023 — О сухой траве / Kuru Otlar Üstüne

## Награды
- 2014: Каннский кинофестиваль Золотая пальмовая ветвь «Зимняя спячка»
- 2014: Каннский кинофестиваль Приз ФИПРЕССИ (конкурсная программа) «Зимняя спячка»
- 2011: Премия «Мастер» на Ереванском кинофестивале «Золотой абрикос»
- 2011: Каннский кинофестиваль «Однажды в Анатолии» Большой приз жюри
- 2008: Каннский кинофестиваль «Три обезьяны» Лучший режиссёр
- 2006: Каннский кинофестиваль «Времена года» Приз ФИПРЕССИ (конкурсная программа)
- 2004: Каннский кинофестиваль «Отчуждение» Приз французской культуры иностранному кинематографисту года
- 2003: Каннский кинофестиваль «Отчуждение» Большой приз жюри